# Cimitero parigino d'Ivry
Il cimitero parigino d'Ivry è un cimitero parigino extra muros, cioè gestito dalla città di Parigi ma sito in altro comune, precisamente, in questo caso, nel territorio comunale d'Ivry-sur-Seine (dipartimento Valle della Marna).

## Descrizione
Il cimitero è costituito da due enclave distinte, separate dalla  rue Paul Andrieux. La prima risale al 1861 ed ha una superficie di 7,69 ettari, mentre la seconda è stata allestita nel 1864 e conta una superficie di 20,69 ettari.
La necropoli conta 48.000 concessioni, ripartite in 47 divisioni. Dal 1861 al 2007  sono state inumate nel cimitero 240.000 salme e circa 1000 ne vengono inumate ogni anno.
Il cimitero è adornato da 1.800 alberi, che ne fanno un grande spazio verde.

## Personalità inumate nel cimitero

### Le esecuzioni della Comune
Il cimitero accolse nel maggio del 1871 un considerevole numero di esecuzioni sommarie, comunardi, vittime della repressione versagliese. Le stime sono molto variabili: 650, secondo Maxime Du Camp (feroce anticomunardo), 5 000, secondo Camille Pelletan, giornalista e uomo politico, 15 000 secondo Raspail. Quest'ultima stima ne farà, alla lunga, il cimitero che avrebbe nelle sue fosse comuni il maggior numero di comunardi giustiziati. 

### Seconda guerre mondiale e Resistenza

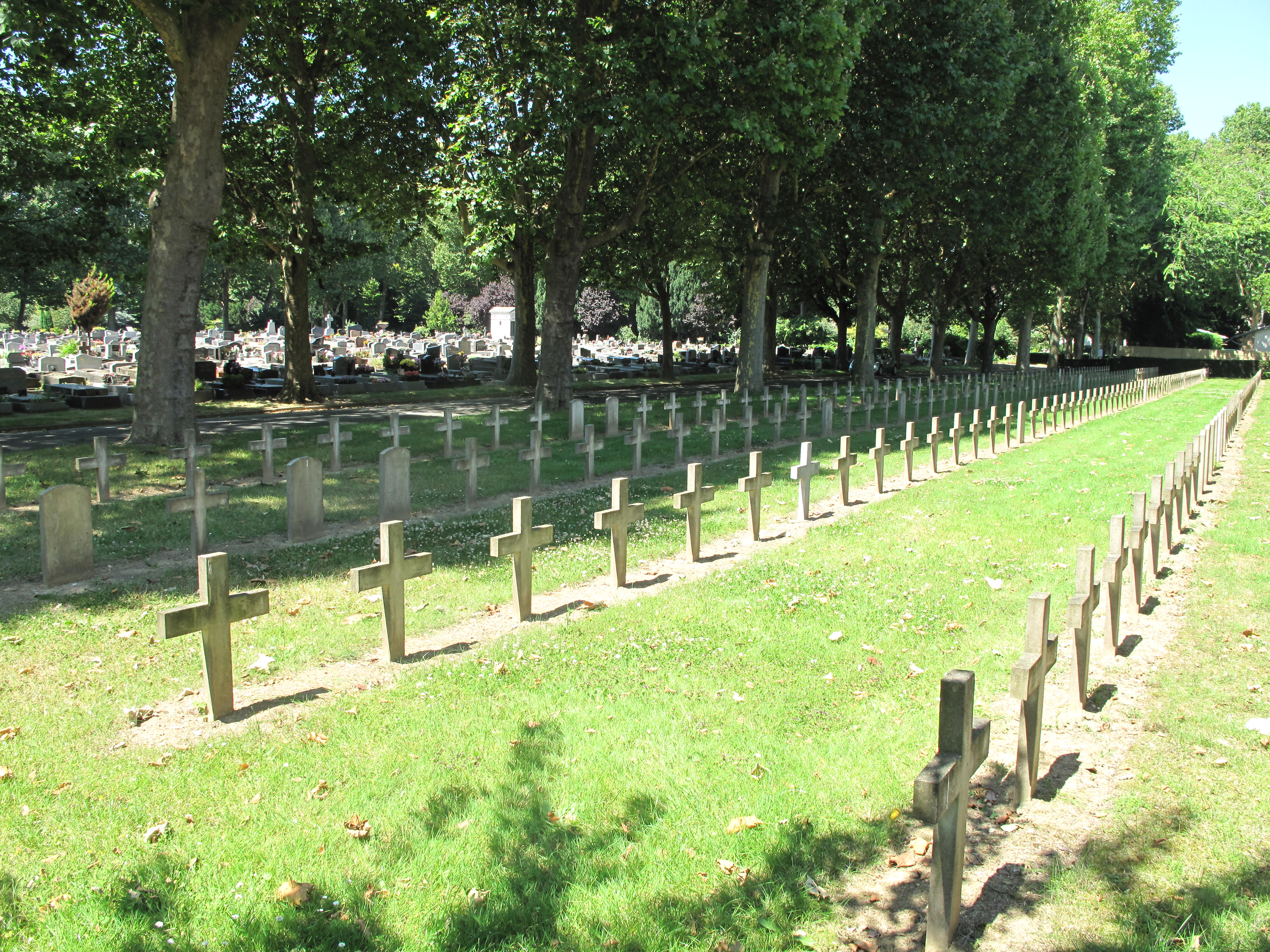
Tombe di membri della Resistenza francese.

- Numerosi membri della Resistenza francese fucilati nella radura della fortezza del Mont-Valérien riposano nel carré des fusillés ("quadrato dei fucilati") del cimitero (39ª divisione): Missak Manouchian, Marcel Rajman (1923 – 1944), Fernand Zalkinow (1923-1942) e numerosi membri dell'Affiche rouge (Manifesto rosso).
- Boris Vildé (1908-1942), etnologo e linguista, membro della resistenza, membro fondatore del Réseau du Musée de l'Homme
- Olga Bancic è commemorata da una lapide a muro come simbolo delle donne straniere arruolatesi volontariamente nella Resistenza francese
- Artur London (1915 – 1986), vecchio combattente delle Brigate internazionali in Spagna, membro comunista della resistenza in Francia dal 1940 e autore del libro L'Aveu
- Lise London, moglie di Artur, militante comunista e membro della Resistenza francese.
- Jean Poulmarc'h (1910 - 1941) ed Henri Pourchasse (1907 - 1941), fucilati a Châteaubriant (Loire-Atlantique) il 22 ottobre 1941 con altri 26 ostaggi in rappresaglia per l'attentato del quale fu vittima a Nantes il tenente colonnello tedesco Karl Hotz.

### Altri
- Geneviève Élisabeth Disdéri, fotografa
- Geneviève de Fontenay (1932 –2023), socialite
- Johnny Hess (1915 – 1983), cantante e compositore svizzero
- Georges Briquet (1898 – 1968), cronista sportivo francese
- Louis Caput (1921 – 1985), corridore ciclista francese
- Moammed Sceab (1887-1913), poeta